# هوكاي
هوكاي هي مركبة تنقل خفيفة محمية ذات دفع رباعي صممت لتلبية متطلبات قوات الدفاع الملكية الأسترالية الغرض منها القيام بمهام مختلفة مثل نقل جنود المشاة، القيادة والسيطرة، الحرب الإلكترونية، المراقبة والاستطلاع.